# Hoplia dilutipes
Hoplia dilutipes är en skalbaggsart som beskrevs av Edmund Reitter 1890. Hoplia dilutipes ingår i släktet Hoplia och familjen Melolonthidae. Inga underarter finns listade i Catalogue of Life.